# کونفریدس
کُنفریدِس (به اسپانیایی: Confrides) دهستانی در استان آلیکانتهٔ اسپانیا است.
در این دهستان ۲۷۹ نفر زندگی می‌کنند. مساحت این دهستان ۴۰٫۰۴ کیلومتر مربع است.